# Антоні (кантон)
Антоні́ (фр. Antony) — кантон у Франції, в департаменті О-де-Сен регіону Іль-де-Франс.

## Склад кантону
Кантон включає в себе 1 муніципалітет:
| Муніципалітет | Площа | Населення, осіб | Рік  |
| ------------- | ----- | --------------- | ---- |
| Антоні        | -     | 43219*          | 1999 |

* — лише південна частина міста Антоні